# Jerzy Więsik
Jerzy Więsik (ur. 15 września 1935 w Kłodzie) – polski inżynier mechanik, specjalista w zakresie maszyn rolniczych. 

## Życiorys
Po ukończeniu w 1953 Technikum Budowy Samochodów w Lublinie przeniósł się do Warszawy, gdzie studiował na Wydziale Samochodów i Ciągników Politechniki Warszawskiej. W 1958 uzyskał tytuł magistra inżyniera mechanika, rok później rozpoczął pracę w Zakładzie Transportu Leśnego na Wydziale Leśnym Szkoły Głównej Gospodarstwa Wiejskiego na stanowisku asystenta. W 1967 przeniósł się do Zakładu Mechanizacji Prac Leśnych, gdzie stworzył i kierował pracownią terenową badania maszyn leśnych. W 1973 obronił doktorat, w 1976 został kierownikiem Międzywydziałowego Zakładu Mechaniki i Eksploatacji Maszyn SGGW. Od 1977 kierował Zakładem Mechanizacji Leśnictwa na Wydziale Techniki Rolniczej i Leśnej SGGW. W 1981 habilitował się, rok później został mianowany docentem. Od 1981 do 1987 był prodziekanem, od 1987 do 1993 dziekanem Wydziału Techniki Rolniczej i Leśnej SGGW. W 1991 został mianowany na stanowisko profesora nadzwyczajnego. Od 1990 jest redaktorem naczelnym czasopisma "Maszyny i Ciągniki Rolnicze i Leśne", jest autorem pierwszego podręcznika akademickiego "Maszyny leśne".

## Odznaczenia
- Krzyż Kawalerski Orderu Odrodzenia Polski;
- Złoty Krzyż Zasługi;
- Medal Komisji Edukacji Narodowej;
- Odznaka "Za Zasługi dla SGGW";
- Złota Odznaka ZNP;
- Odznaka "Zasłużony dla Leśnictwa i Przemysłu Drzewnego";
- Medal "Za Zasługi dla Wydziału Inżynierii Produkcji".